# Frans Tähkävuori
Frans Tähkävuori (* 29. April 1992 in Paimio, Finnland) ist ein ehemaliger finnischer Skispringer.

## Werdegang
Frans Tähkävuori, der für Lahden Hiihtoseura startete, debütierte am 18. und 19. Dezember 2009 in Notodden im FIS Cup, wo er die Plätze 47 und 46 belegte. Nach mehreren Jahren Pause startete Tähkävuori 2013 bei weiteren FIS Cup-Wettbewerben sowie am 20. Dezember 2013 im Rahmen eines Wettbewerbs in Lahti zum ersten Mal im Continental Cup, wo er den 62. Platz erreichte. Seine beste Platzierung in dieser Wettkampfserie war ein 24. Rang im September 2017 in Trondheim. Im November 2018 nahm er in Ruka zum einigen Mal am Weltcup teil, blieb aber ohne Punkte.
Bei den Finnischen Meisterschaften 2017 in Lahti im Oktober 2017 gewann Tähkävuori im Mannschaftswettbewerb zusammen mit Arttu Pohjola, Ville Larinto und Janne Ahonen die Goldmedaille.

## Erfolge

### Continental-Cup-Platzierungen
| Saison  | Sommer | Sommer | Winter | Winter | Gesamt | Gesamt |
| Saison  | Platz  | Punkte | Platz  | Punkte | Platz  | Punkte |
| ------- | ------ | ------ | ------ | ------ | ------ | ------ |
| 2015/16 | –      | –      | 112.   | 006    | 150.   | 006    |
| 2017/18 | 098.   | 007    | –      | –      | 146.   | 007    |